# 食人魚洗液
食人魚洗液（Piranha Solution)一般是將濃硫酸（95%-98%）與濃過氧化氫溶液（~30%）按照體積比3:1（也有其他比例）混合的洗液。由於它自身的強氧化性，該洗液經常用於去除載體上的有機殘留物。在去除大多數的有機物質同時，食人魚洗液往往在載體表面實行羥基化，使得載體表面上極其親水。
H2SO4 + H2O2 → H3O+ + HSO4− + O

## 安全性
作為強酸和強氧化劑的食人魚洗液，危險性較大。在使用食人魚洗液之前，需要使用更為穩妥的方式對載體進行清洗，如使用浓硫酸等。食人魚洗液具有爆炸性，在溶液配置的時候也會放出大量的熱。當過氧化氫濃度超過50%時，溶液配製過程中便會發生爆炸，因而一般使用30%過氧化氫進行配製。洗液若與有機溶劑（如丙酮等）接觸時亦會發生爆炸。向洗液中放置有有機物殘留的載體時切記一定要緩慢放置。存放食人魚洗液也不可使用密封容器，以防爆炸。

## 廢液處理
用畢的食人魚洗液不能隨意堆放，應當用大量水稀釋後集中存放。